# Matthew Arnold
Matthew Arnold (24. prosince 1822 – 15. dubna 1888) byl anglický básník, esejista a kulturní kritik. Proslul zejména knihou Kultura a anarchie (1867). Působil též jako profesor na Oxfordské univerzitě.

## Život
Byl synem významného pedagoga Thomase Arnolda, ředitele internátní školy
Rugby. Po jejím absolvování vystudoval na Oxfordské univerzitě, k níž si zachoval doživotně silný vztah. V Oxfordu se spřátelil zejména s Arthurem Hugh Cloughem.
V roce 1847 se stal osobním tajemníkem lorda Lansdowna, který zastával vysoký post v liberálních vládách Johna Russella. V roce 1849 vydal svou první sbírku básní (The Strayed Reveller, and Other Poems). Ke známým básním Matthewa Arnolda patří například Pláž v Doveru (Dover Beach, 1867), reflexe důsledků úpadku náboženství v moderní době. 
Roku 1851 byl jmenován školním inspektorem, kteréžto povolání vykonával po zbytek života. V roce 1857 byl s pomocí svého kmotra Johna Kebleho jmenován profesorem poezie na Oxfordu. Zastával tento post deset let. Tehdy se obrátil k literární kritice a kulturní teorii. Nejznámějším Arnoldovým dílem z této doby je sbírka esejů Kultura a anarchie (Culture and Anarchy, 1867 až 1869), v níž se vyrovnává mimo jiné s liberalismem 19. století. Kultura je pro Arnolda "studiem dokonalosti", což je pravý opak toho, o co usiluje moderní svět. Tomu vládne bezcílná "anarchie". Na tomto rozpadu se podílejí všechny třídy - aristokracie ("barbaři"), jež se uzavřela myšlenkám, měšťanstvo ("filištíni"), které nemá smysl pro "světlo" a boha, a prostý lid, který je hrubý a slepý. Arnoldova kniha bývá uváděna jako klasický příklad konzervativní kritiky modernosti a konzervativní teorie kultury.
Nakonec se Arnold plně obrátil k náboženství a napsal několik teologických spisů: St. Paul and Protestantism (1870), Literature and Dogma (1873), God and the Bible (1875) a Last Essays on Church and Religion (1877).